# 黎鳴 -reimei-
「黎鳴 -reimei-」（レイメイ）は、日本の歌手・黒崎真音の4作目のシングル。

## 解説
テレビアニメ『薄桜鬼 黎明録』オープニングテーマおよびチバテレビ・ビーイング制作「MUSIC LAUNCHER」およびTOKYO MX『Anime-TV』8月度エンディング・テーマ。カップリング「比翼 -Cntract with you-」はOVA『薄桜鬼 雪華録 第六章 〜風間千景〜』エンディング・テーマ。初回限定盤のみ表題曲のプロモーション・ビデオを収録したDVD付き。

## 批評
CDジャーナルは「瑞々しさと表現力に満ちたヴォーカルは、作品の世界観を映し出すのに十分。ストリングスをバックにしたドラマティックなアレンジとも好相性」と評した。

## 収録曲
（全作詞：黒崎真音 作曲・編曲：デワヨシアキ）
1. 黎鳴 -reimei-[4:43]
テレビアニメ『薄桜鬼 黎明録』オープニング・テーマ
2. 比翼 -Contract with you-[5:00]
OVA『薄桜鬼 雪華録 第六章 〜風間千景〜』エンディング・テーマ
3. 黎鳴 -reimei- -instrumental-
4. 比翼 -Contract with you- -instrumental-